# Djebel Gorra
Der Djebel Gorra ist eine maximal 930 m hohe und ca. 6 km lange und bzw. 3 km breite Kalkstein-Erhebung im Norden Tunesiens.

## Lage
Die höchste Erhebung des Djebel Gorra befindet sich etwa auf halbem Wege zwischen der Römerstadt Dougga (ca. 10 km südöstlich) und der Römerstadt Thibaris (ca. 10 km nordwestlich). Die Regionalstraße RR75 quert den Bergstock zwischen den heutigen Orten Thibar und Téboursouk.

## Geologie
Die Kalksteinstruktur des gemeinhin als östlicher Ausläufer des Atlasgebirges angesehenen Bergstocks findet sich in allen zur Dorsale gehörenden Bergzügen Tunesiens. Im Felsgestein wurden winzige Skelette von Strahlentierchen gefunden, was darauf hinweist, dass das ganze Gebiet einst unterhalb des Meeresspiegels lag und durch die Kräfte der Kontinentaldrift emporgehoben wurde.

## Besteigung
Etwa 100 m unterhalb des Gipfels befinden sich die Überreste einer neolithischen Nekropole mit mehreren Großsteingräbern. Bis dorthin kann man über die RR75 von Thibar aus mit dem Auto fahren; eine anschließende Weiterfahrt zum Gipfelplateau ist möglich – trotz Funkantennen bieten sich schöne Ausblicke über die umgebende Landschaft.

## Sehenswürdigkeiten

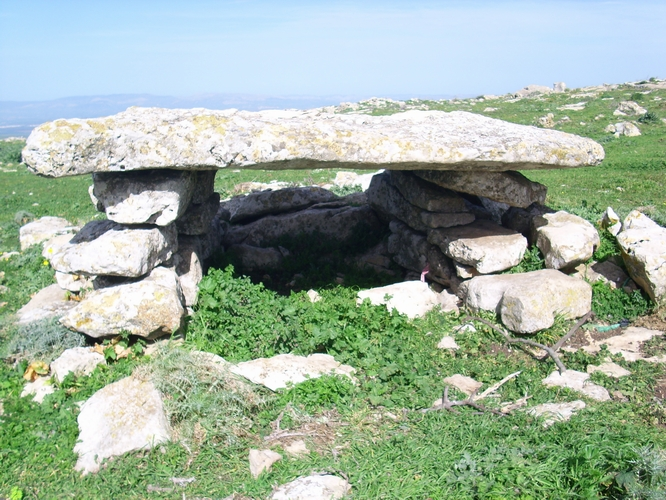
Dolmen auf dem Djebel Gorra

### Dolmen

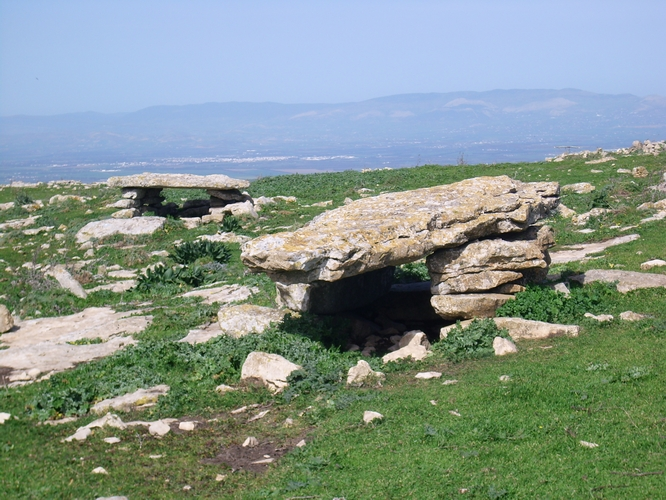
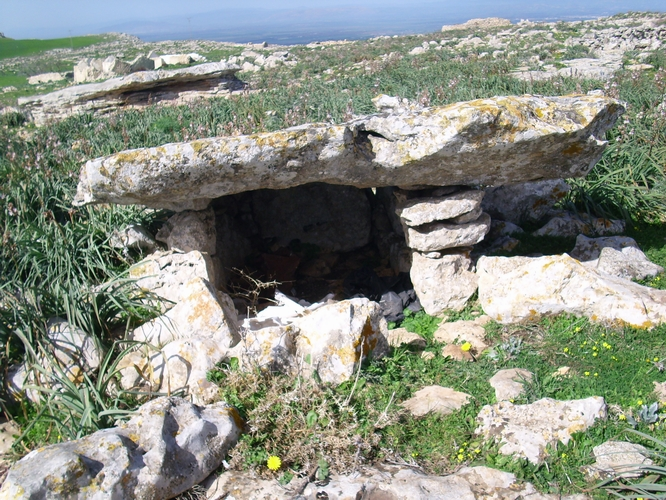
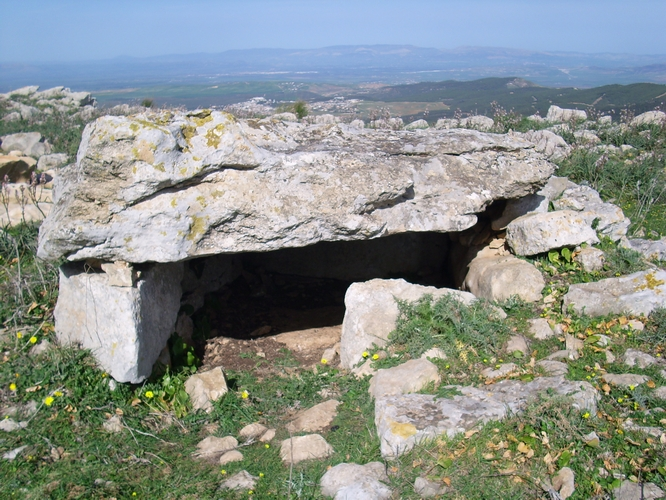
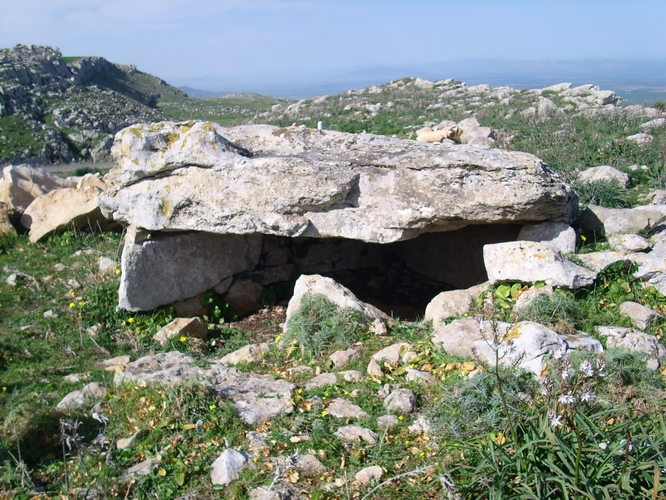

Die tunesischen Großsteingräber unterscheiden sich deutlich von den europäischen Varianten – so fehlen beispielsweise häufig die seitlichen Orthostaten; stattdessen ruhen die großen Decksteine auf flach aufeinandergelegten Steinen; auch Ganggräber sind unbekannt. Die nordafrikanischen Dolmen werden in der Regel deutlich später datiert als die europäischen (3. bis 1. Jahrtausend v. Chr.), doch ist die Situation insgesamt noch nicht abschließend geklärt.

### Römerstadt Kouchbatia
Von der am Fuß des Berges gelegenen kleinen Römerstadt Kouchbatia (evtl. lautete der lateinische Name Thimida Bure) sind nur wenige Zeugnisse erhalten, darunter ein freistehender Triumphbogen und ein seitlich eingebundener Torbogen.

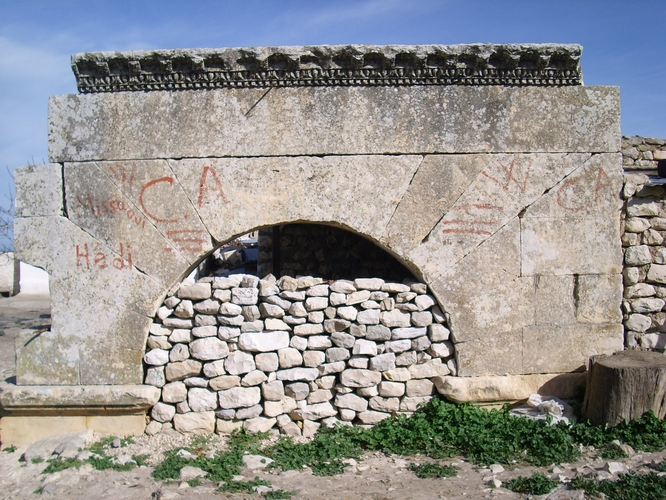
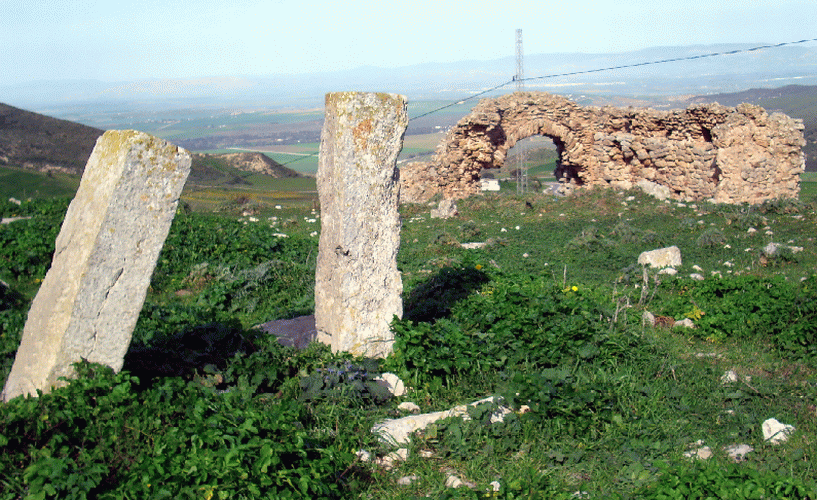
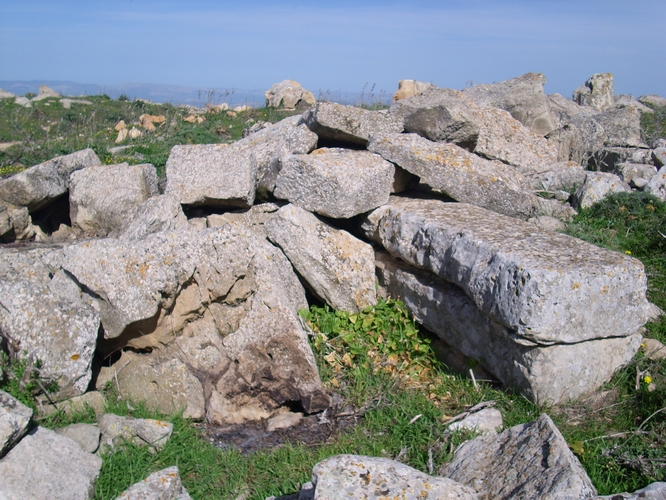